# Bobby Aloysius
Bobby Aloysius (* 22. Juni 1974 in Chemperi, Kerala) ist eine ehemalige indische Leichtathletin, die sich auf den Hochsprung spezialisiert hat. Ihren größten Erfolg feierte sie mit dem Gewinn der Goldmedaille bei den Asienmeisterschaften 2000 in Jakarta.

## Sportliche Laufbahn
Ihren ersten internationalen Wettkampf bestritt Bobby Aloysius vermutlich im Jahr 1998, als sie bei den Asienmeisterschaften in Fukuoka mit übersprungenen 1,85 m den vierten Platz belegte. 2000 siegte sie bei den Asienmeisterschaften in Jakarta mit einer Höhe von 1,83 m und 2002 wurde sie bei den Commonwealth Games in Manchester mit 1,87 m Vierte. Anschließend gewann sie bei den Asienmeisterschaften in Colombo mit 1,84 m die Silbermedaille hinter der Kirgisin Tatjana Jefimenko und auch bei den Asienspielen in Busan musste sie sich mit 1,88 m nur Jefimenko geschlagen geben. Im Jahr darauf belegte sie bei den Asienmeisterschaften in Manila mit 1,80 m den vierten Platz und anschließend gewann sie bei den Afro-asiatischen Spielen in Hyderabad mit 1,88 m die Silbermedaille hinter der Kasachin Marina Aitowa. 2004 gewann sie bei den erstmals ausgetragenen Hallenasienmeisterschaften in Teheran mit übersprungenen 1,81 m die Silbermedaille hinter der Japanerin Miyuki Fukumoto und im Juli stellte sie in Chennai mit 1,91 m einen neuen indischen Landesrekord auf. Damit qualifizierte sie sich auch für die Olympischen Sommerspiele in Athen, bei denen sie mit 1,85 m den Finaleinzug verpasste. Daraufhin beendete sie ihre aktive sportliche Karriere im Alter von 30 Jahren.
2000 wurde Aloysius indische Meisterin im Hochsprung.

## Persönliche Bestleistungen
- Hochsprung: 1,91 m, 18. Juli 2004 in Chennai
  - Hochsprung (Halle): 1,84 m, 14. Februar 2004 in Birmingham (indischer Rekord)

## Auszeichnungen
- Dhyan Chand Award: 2018[1]